# Daniela Poggi
Daniela Poggi (Savona, 17 de octubre de 1954) es una actriz y presentadora de televisión italiana. 

## Biografía
De joven Poggi estudió ballet y más tarde se graduó en lingüística. Se trasladó con su familia a Milán donde comenzó a trabajar en comerciales; allí reanudó sus estudios de ballet y después de algunos pequeños papeles en películas, tuvo su primera gran oportunidad en 1978, elegida por Walter Chiari para coprotagonizar su revista Hai mai provato nell'acqua calda?. En 1979 consiguió una enorme popularidad gracias a su participación en el programa de variedades La sberla, que fue visto por alrededor de 20 millones de espectadores.
Poggi comenzó su carrera cinematográfica en películas de género, especialmente como protagonista en papeles como objeto sexual en varias comedias sexy. A partir de finales de 1980, comenzó a interpretar papeles más dramáticos. Fue nombrada Embajadora de buena voluntad de UNICEF en 2001.
En 2016 protagonizó la película Infernet donde compartió reparto con la princesa Giorgia de Marin y Lesina. Ambas Poggi y Giorgia Marin de Lesina confirmaron en entrevistas mantener una relación maravillosa de tía-sobrina. 